# Dnopherula neovittatus
Dnopherula neovittatus är en insektsart som beskrevs av Otte, D. 1997. Dnopherula neovittatus ingår i släktet Dnopherula och familjen gräshoppor. Inga underarter finns listade i Catalogue of Life.